# Chiba
Chiba (千葉市, Chiba-shi) är en japansk stad på den östra delen av ön Honshu. Den är administrativ huvudort för prefekturen Chiba och har cirka 970 000 invånare. Staden ingår i Tokyos storstadsområde och är belägen öster om denna stad, vid Tokyobukten. Chiba fick stadsrättigheter 1 januari 1921 och är sedan 1992 en av landets tjugo signifikanta städer med speciell status (seirei shitei toshi).
Chiba är en av Japans viktigaste och största hamnstäder. I centrala Chiba finns världens längsta hängande monorail, Chiba monorail, med en total längd av 15,2 kilometer.
I stadsdelen Mihama-ku ligger Makuhari Messe, ett kongresscentrum invigt 1989 som ofta används för stora internationella event. Det användes vid Olympiska sommarspelen 2020 för fäktning, taekwondo och brottning.
VM i bordtennis 1991 och VM i konståkning 1994 hölls i Chiba.

## Administrativ indelning
|               |          | Invånare 1 oktober 2015 | Area (km²) |
| ------------- | -------- | ----------------------- | ---------- |
| Chūō-ku       | 中央区   | 205 187                 | 44.69      |
| Hanamigawa-ku | 花見川区 | 179 286                 | 34.19      |
| Inage-ku      | 稲毛区   | 161 162                 | 21.22      |
| Midori-ku     | 緑区     | 126 931                 | 66.25      |
| Mihama-ku     | 美浜区   | 148 767                 | 21.20      |
| Wakaba-ku     | 若葉区   | 151 306                 | 84.21      |

## Chiba i populärkulturen
Handlingen i William Gibsons cyberpunkklassiker Neuromancer utspelar sig bland annat i Chiba.